# Postcodes in Azerbeidzjan

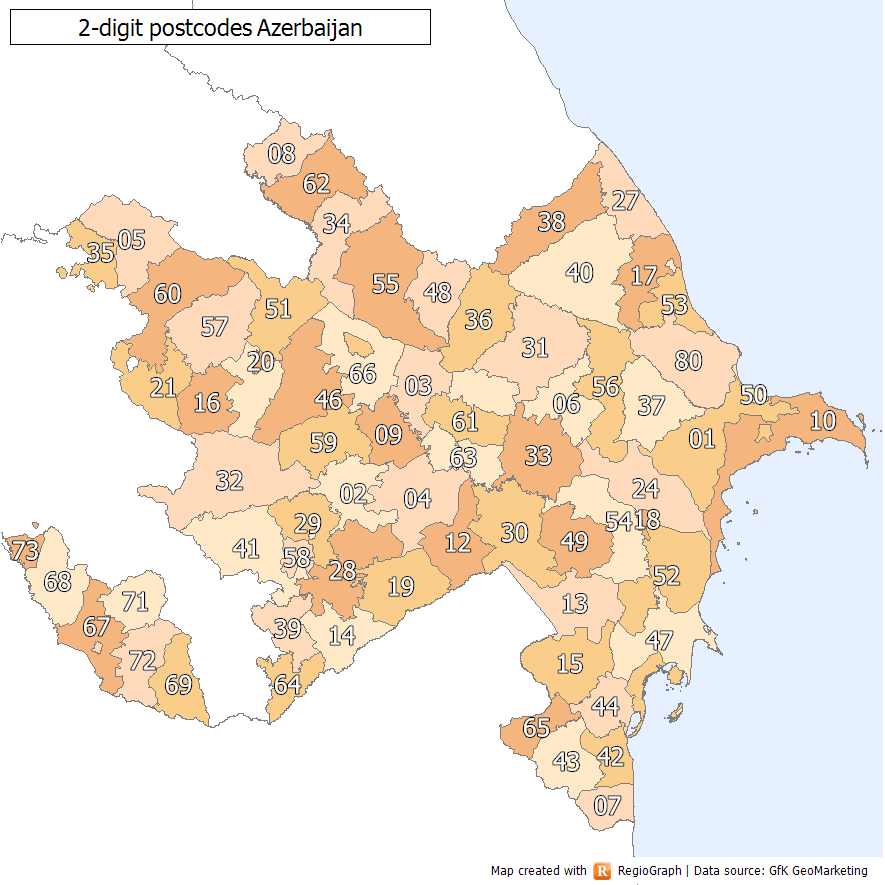
Indeling van postcodes (2 cijfers) in Azerbeidzjan

Postcodes in Azerbeidzjan bestaan uit vier cijfers, voorafgegaan door de letters 'AZ'. De postcodes in Azerbeidzjan werden in 1992 ingevoerd.
De eerste twee cijfers geven de regio's van Azerbeidzjan in overeenstemming met de moderne administratieve afdelingen, waaronder de Autonome Republiek Nachitsjevan en Nagorno-Karabach.
Van 1970 tot 1991, toen Azerbeidzjan nog deel uitmaakte van de Sovjet-Unie als de Azerbeidzjaanse SSR, gebruikte het gehele grondgebied van de Sovjet-Unie een zescijferige postcode, en in Azerbeidzjan was dat 37CCCC. Na de onafhankelijkheid schakelde Azerbeidzjan over naar de huidige viercijferige postcode.